# Charlier (månkrater)
För andra betydelser, se Charlier.
Charlier är en nedslagskrater på månens baksida. Charlier har fått sitt namn efter den svenske astronomen Carl Charlier.

## Satellitkratrar
| Charlier | Latitud | Longitud | Diameter |
| -------- | ------- | -------- | -------- |
| Z        | 39.7° N | 131.6° V | 4 km     |